# Parti de la Grande Roumanie
Pour les articles homonymes, voir PRM.

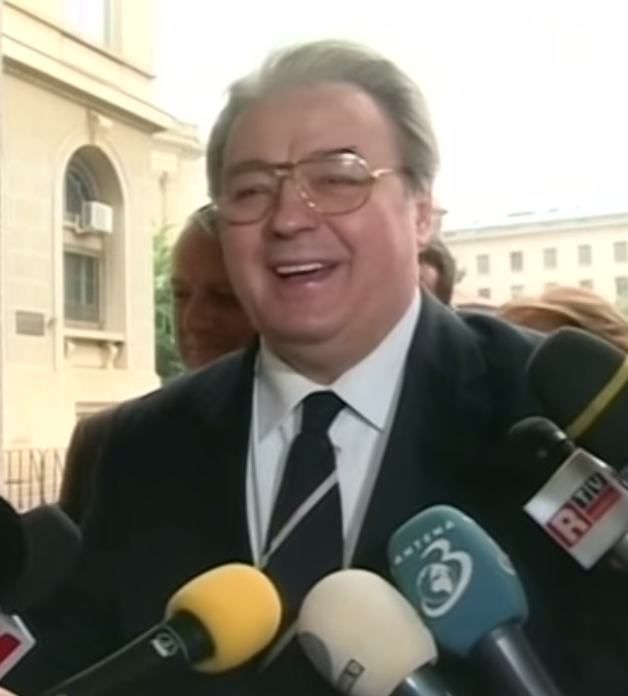
Corneliu Vadim Tudor pendant la campagne présidentielle de 2014.

Le Parti « Grande Roumanie » (en roumain : Partidul România Mare, abrégé en PRM) est un parti politique Nationaliste roumain, fondé en 1991 par Corneliu Vadim Tudor. Il est actuellement dirigé par Victor Iovici.

## Histoire
Initialement, le PRM s’est placé à l’extrême droite de l'échiquier politique,, en adoptant des positions ultra-nationalistes, xénophobes, homophobes et antisémites, et en promouvant l’idée d’une « Grande Roumanie » qui réunirait tous les territoires peuplés par des Roumains, y compris dans des pays voisins (Ukraine et Moldavie). Ultérieurement et officiellement, le parti a abandonné ces positions (reprises par deux autres partis : celui de Noua Dreaptă, la « Nouvelle Droite », et l’« AUR ») : à présent, il déclare être de « centre gauche » et « chrétien-démocrate ». Son programme est de type social-démocrate (économie de marché encadrée par l’État, protection des pauvres, défense des intérêts des artisans et petits commerçants) et les valeurs morales qu’il revendique sont conservatrices (travail, patrie, famille, respect des religions et des traditions populaires,. Par ailleurs, le PRM mobilise un discours nationaliste et ethnocentriste, dénonçant et stigmatisant principalement les minorités roms, juives  et hongroises, allant jusqu'à comparer les minorités à des verrues.
Corneliu Vadim Tudor, parfois surnommé le « Le Pen des Carpates », s’est présenté plusieurs fois aux présidentielles, arrivant deuxième en 2000 avec 28,34 % au 1er tour et 33,17 % au 2e tour. En 2004, il échoue au 1er tour avec 12,57 % ; il recueille 5,56 % en 2009. Après être devenue la deuxième formation politique en Roumanie, le PRM décline progressivement jusqu’à disparaître du Parlement en 2008. Vadim Tudor décède en 2015. Issus tous deux de la nomenklatura du régime communiste de Roumanie, Vadim Tudor et le sénateur Gheorghe Buzatu (professeur universitaire d’histoire, protochroniste et accusé par certains de négationnisme) ont joué, pour l’électorat modéré, le rôle d’« épouvantail extrémiste », permettant à Ion Iliescu du Parti social-démocrate d’être élu à une large majorité ; ce dernier leur a décerné en 2004, l’Ordre de l’Étoile roumaine pour leurs mérites culturels. Révulsé par cet acte, Elie Wiesel retourna à Iliescu cette distinction qu’il avait également reçue.
Depuis, Vadim Tudor semble avoir changé de convictions, adoptant la démocratie chrétienne. Après avoir été un membre influent du parti communiste roumain jusqu’en 1989 et après s’être affirmé « inébranlablement souverainiste » entre 1990 et 2003, il devient un fervent partisan de l’adhésion de la Roumanie à l’OTAN et à l’Union européenne ; après avoir été antisémite et négationniste, il fait son mea culpa et encourage la catharsis, le devoir de mémoire sur la Shoah en Roumanie et l’amitié entre Israël et la Roumanie (notamment par l’entremise de Nati Meir). Dans une lettre ouverte du 1er février 2004, il écrit « j’avais tort d’avoir nié l’Holocauste en Roumanie, qui a été véridiquement perpétré entre 1941 et 1944 sous le régime d’Antonescu ». Lors des élections européennes de 2014, le PRM remporte 2,70 % des suffrages exprimés et ne peut conserver ses élus, un minimum de 5 % étant nécessaire pour cela. Le Parti populaire européen refuse d’inscrire le PRM dans ses rangs.

## Idéologie et programme politique

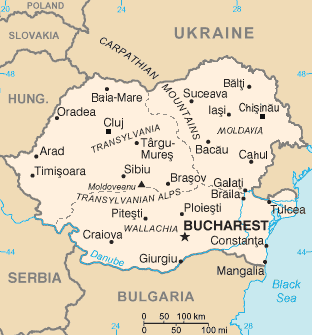
Carte d’une « Grande Roumanie » hypothétique résultant d’un regroupement entre la Roumanie et la Moldavie.

Voici les revendications actuelles de ce parti :
- la constitution de la Roumanie et sa législation devraient être plus conformes aux valeurs des monothéismes et de la civilisation européenne ;
- l’économie ne devrait plus être livrée aux caprices du marché mondialisé mais davantage réglementée ;
- la Roumanie devrait mener une politique visant à regrouper les deux états majoritairement peuplés de roumanophones, tout en respectant leurs minorités historiques[19] ;
- la citoyenneté devrait être retirée aux ressortissants roumains résidant ou voyageant à l’étranger et s’y rendant coupables de délits (ce point vise sans les nommer certains Roms de Roumanie et reprend une revendication anticonstitutionnelle des xénophobes roumains, déjà présente avant la Seconde Guerre mondiale à l’encontre des Juifs roumains, et par ailleurs contraire aux droits de l'Homme et aux valeurs de l’Union européenne, car elle reviendrait à rendre des personnes apatrides et à leur appliquer une double peine)[20].

L’hebdomadaire satirique Caţavencu estime que Vadim Tudor et Buzatu n’ont en fait aucune conviction sincère et font partie du plus grand parti de Roumanie, celui qui recueille 90 % des suffrages : le « Parti opportuniste », mais qu’en revanche, ils font partie de la « minorité de politiciens qui, pour réussir, engraissent le débat politique avec le fumier le plus nauséabond possible ».

## Dirigeants

### Présidents
- Corneliu Vadim Tudor (1991-2013)
- Gheorghe Funar (2013)
- Corneliu Vadim Tudor (2013-2015)
- Emil Străinu (ro) (2015-2016)[22]
- Florin Zamfirescu (2016-2017)
- Victor Iovici (depuis 2017)

### Autres membres notables
- Eugen Barbu, écrivain et cofondateur du parti
- Ion Dolănescu, chanteur et député (2000-2004)
- Adrian Păunescu, autre ancien chantre du régime Ceaușescu
- Anca Petrescu, architecte du Palais du Parlement et députée (2004-2008)
- George Pruteanu, critique littéraire
- Claudiu Ciprian Tănăsescu, député européen (2009-2014)
- Nati Meir, homme d'affaires et politicien israélo-roumain
- Valentin Vasilescu, ancien pilote de l'armée de l'air et député (2000-2004)

## Résultats électoraux

### Élections parlementaires

Résultats électoraux du Parti de la Grande Roumanie en 1996.

Résultats électoraux du Parti de la Grande Roumanie en 2000.

| Année | Chambre des députés | Chambre des députés | Chambre des députés | Sénat     | Sénat | Sénat    | Rang | Gouvernement       |
| Année | Voix                | %                   | Sièges              | Voix      | %     | Sièges   | Rang | Gouvernement       |
| ----- | ------------------- | ------------------- | ------------------- | --------- | ----- | -------- | ---- | ------------------ |
| 1992  | 422 136             | 3,90                | 16 / 341            | 421 042   | 3,86  | 6 / 143  | 6e   | Văcăroiu           |
| 1996  | 545 430             | 4,46                | 19 / 343            | 558 026   | 4,54  | 8 / 143  | 5e   | Opposition         |
| 2000  | 2 112 027           | 19,48               | 84 / 345            | 2 288 483 | 21,01 | 37 / 140 | 2e   | Opposition         |
| 2004  | 1 316 751           | 12,92               | 48 / 332            | 1 394 698 | 13,63 | 21 / 137 | 3e   | Opposition         |
| 2008  | 217 595             | 3,16                | 0 / 334             | 245 930   | 3,57  | 0 / 137  | 6e   | Extraparlementaire |
| 2012  | 92 382              | 1,25                | 0 / 412             | 109 142   | 1,47  | 0 / 176  | 5e   | Extraparlementaire |
| 2016  | 73 264              | 1,04                | 0 / 329             | 83 568    | 1,18  | 0 / 136  | 8e   | Extraparlementaire |
| 2020  | 32 654              | 0,55                | 0 / 330             | 38 474    | 0,65  | 0 / 136  | 10e  | Extraparlementaire |

### Élections présidentielles
| Année | Candidat             | 1er tour    | 2e tour     |
| ----- | -------------------- | ----------- | ----------- |
| 1996  | Corneliu Vadim Tudor | 4,7 % (5e)  |             |
| 2000  | Corneliu Vadim Tudor | 28,3 % (2e) | 33,2 % (2e) |
| 2004  | Corneliu Vadim Tudor | 12,6 % (3e) |             |
| 2009  | Corneliu Vadim Tudor | 5,56 % (4e) |             |
| 2014  | Corneliu Vadim Tudor | 3,68 % (7e) |             |

### Élections européennes
| Année | Voix    | %   | Rang | Sièges | Tête de liste        | Groupe |
| ----- | ------- | --- | ---- | ------ | -------------------- | ------ |
| 2007  | 212 596 | 4,2 | 7e   | 0 / 35 | Eugen Mihăescu       |        |
| 2009  | 419 094 | 8,7 | 5e   | 3 / 33 | Corneliu Vadim Tudor | NI     |
| 2014  | 150 484 | 2,7 | 8e   | 0 / 32 | Corneliu Vadim Tudor |        |

### Élections dans les județe
| Année | Voix    | %    | Conseillers | Présidents |
| ----- | ------- | ---- | ----------- | ---------- |
| 1996  | 345 815 | 4,04 | 68 / 1642   |            |
| 2000  | 540 801 | 6,61 | 133 / 1718  |            |
| 2004  | 732 935 | 8,10 | 129 / 1436  | 2 / 41     |
| 2008  | 313 666 | 3,75 | 15 / 1393   | 0 / 41     |
| 2012  | 194 137 | 2,00 | 0 / 1393    | 0 / 41     |
| 2016  |         |      |             | 0 / 41     |